# Ippolito Gamba Ghiselli
Il Conte Ippolito Gamba Ghiselli (Ravenna, 18 marzo 1806 – Bagni di Lucca, 29 luglio 1890) è stato un patriota, nobile e politico italiano.

## Biografia
Figlio del conte Ruggero Gamba, giacobino e in seguito carbonaro costretto nel 1821 a dieci anni di esilio, conseguì la laurea a Bologna. Partecipa ai falliti moti di Rimini del 1845 e non fu colpito dalla repressione pontificia, potendo così dedicarsi alla professione diavvocato e a un moderato impegno politico di stampo conservatore.
Sorvegliato dalla polizia pontificia, che lo considerava poco affidabile come il padre, entrò in contatto con i principali esponenti del liberalismo romagnolo, tra cui Luigi Carlo Farini e Marco Minghetti. 
Gonfaloniere di Ravenna nel 1848,si dimise all’avanzare delle forze popolari in seguito alla proclamazione della Repubblica Romana e all'omicidio di Pellegrino Rossi. Il successivo appoggio alla restaurazione pontificia,legato alla sua condizione di nobile e ricco possidente, gli valse un'accusa di tradimento degli ideali liberali da parte di Giuseppe Pasolini, successivamente attenuata grazie all’intervento di Farini.
Caduta la repubblica ha fatto parte della delegazione che ha portato a Pio IX, rifugiato a Gaeta, la fedeltà e la devozione al pontefice della provincia di Ravenna.
Con l'avanzare dei successi bellici piemontesi sul fronte dell'unità italiana nel 1859 entra nella giunta provvisoria di governo della sua città, dipendente da quella centrale di Bologna cui proprio Gamba Ghiselli trasmette l'atto ufficiale di adesione. Di li a poco assume la guida della sezione Lavori Pubblici nel governo provvisorio formato da Massimo d'Azeglio nella sua qualità di "commissario straordinario militare per le Romagne". Rimasto in carica da luglio a dicembre del 1859, quando le Romagne sono inglobate nel "Governo delle Regie Provincie dell'Emilia", si occupa principalmente dello sviluppo delle prime linee ferroviarie della regione.
Il 28 agosto viene eletto membro dell'Assemblea nazionale delle Romagne, l'organo di governo che il 6 settembre 1859 vota all'unanimità la decadenza del potere temporale.
Dopo il plebiscito di annessione della Romagna al Regno d'Italia (11 marzo 1860) viene nominato senatore a vita per la XXI categoria (persone che da tre anni pagano tremila lire d'imposizione diretta in ragione dei loro beni o della loro industria), e si stabilisce a Parma con la carica di prefetto. In questa veste gestisce i primi appuntamenti elettorali e tiene a freno i fermenti estremistici dei garibaldini, ma deve anche gestire il rapporto con i clericali, in particolare col vescovo locale, oltremodo delicati per un ex suddito del papa. Da giugno a settembre 1862 è prefetto di Macerata, quindi entra a far parte della corte dei conti fino al 1877, quando si ritira da tutte le cariche per raggiunti limiti di età.
Organico alla destra liberale ne ha appoggiato tutti i governi fino al 1876, quando con l'avvento della sinistra passa all'opposizione e dirada la partecipazione alle sedute dell'assemblea.